# (5920) 1992 SX17
Az (5920) 1992 SX17 a Naprendszer kisbolygóövében található aszteroida. Henry Holt fedezte fel 1992. szeptember 30-án.